# Sachse Spring Snow Survey Shelter
Le Sachse Spring Snow Survey Shelter est un bâtiment en rondins de bois dans le comté de Tuolumne, en Californie, dans le sud-ouest des États-Unis. Situé à la bordure du parc national de Yosemite et de la forêt nationale de Stanislaus, il a été construit en 1947 dans le style rustique du National Park Service pour abriter du personnel chargé de relevés nivologiques dans la région. Il est inscrit au Registre national des lieux historiques depuis le 18 juillet 2014.